# セカンド・チャンス (テレノベラ)
『セカンド・チャンス』（原題:EL CUEPRO DEL DESEO）とは、スペイン語系テレビ局テレムンドで2005年に放映されたコロンビア/アメリカ合作のテレノベラである。オリジナルは全143話。日本語化の際12話に編集されたバージョンも存在する（DVDは12話バージョンのみ）。日本では、ホームドラマチャンネルにて放映中。

## 登場人物
- ペドロ・ホセ・ドノソ（アンドレス・ガルシア）

７３歳の大富豪。イザベルと結婚した矢先に急死、魂がサルヴァドールに乗り移る。
- サルヴァドール・セリンサ（マリオ・シマロ）

若き貧農。ペドロの魂が乗り移る。
- イザベル・アロヨ（ロレーナ・ロハス）

ペドロの後妻で野心家。アンドレと愛人関係にある。
- アンドレ・コロナ（マルティン・カルパン）

ペドロの右腕。イザベルと共謀し、ペドロの財産を狙う。
- アンジェラ・ドノソ（ヴァネッサ・ヴィジェーラ）

ペドロと前妻の娘。ペドロとイザベルの結婚に反対する。
- ガエタナ・チャーリー（ジャネット・レーア）

霊媒師。ペドロがサルヴァドールに乗り移ったことを知る唯一の人物。
- ウォルター・フランコ（ロベルト・モール）

ドノソ家執事。サルヴァドールを目の敵にする。